# Elachista nolckeni
Elachista nolckeni is een vlinder uit de familie grasmineermotten (Elachistidae). De wetenschappelijke naam is voor het eerst geldig gepubliceerd in 1992 door Sulcs.
De soort komt voor in Europa.